# Dawid Stachyra
Dawid Stachyra (ur. 15 sierpnia 1985 w Rzeszowie) – polski żużlowiec.
Jego największe osiągnięcia to złote medale Młodzieżowych Drużynowych Mistrzostw Polski i Młodzieżowych Mistrzostw Polski Par Klubowych zdobyte w sezonie 2006. W tym samym roku Dawid otarł się o podium Młodzieżowych Indywidualnych Mistrzostw Polski (zajął 4. miejsce w finale), a w Srebrnym Kasku uplasował się na piątym miejscu.
Syn Janusza Stachyry, również żużlowca. Magister filologii rosyjskiej.

## Kluby
liga polska
- TŻ Lublin (2001–2004, 2007, 2012)
- Stal Rzeszów (2005–2006, 2008–2009)
- Wybrzeże Gdańsk (2010–2011, 2013)
- ROW Rybnik (2014)
- KSM Krosno (2015)[1]
- Kolejarz Opole (2017)
- RzTŻ Rzeszów (2020)

liga brytyjska
- Ipswich Witches (2009–2010)
- Belle Vue Aces (2011)
- Poole Pirates (2013)

liga duńska
- Fjelsted Speedway Klub (2009)

## Największe osiągnięcia
- złoty medal MMPPK (2006)
- złoty medal MDMP (2006)
- 13. miejsce w finale Indywidualnych Mistrzostw Polski (2008) - start w charakterze pierwszego rezerwowego
- 3. miejsce w eliminacjach MMPPK (2003)
- 12 zawodnik BK (2003)
- 6. miejsce w finale MMPPK (2004)
- 17 zawodnik MIMP (2004)
- 15 zawodnik SK (2005)
- 16 zawodnik MIMP (2005)
- 2. miejsce w Memoriale im. Ryszarda Chrupka (2005)
- 1. miejsce w końcowej klasyfikacji Południowej Ligi Młodzieżowej (indywidualnie) (2005)
- 1. miejsce w końcowej klasyfikacji Południowej Ligi Młodzieżowej (drużynowo) (2005)
- 4. miejsce w finale MIMP (2006)
- 5. miejsce w finale SK (2006)
- 2. miejsce w Turnieju Zaplecza Kadry Juniorów (2006)

## Inne ważniejsze turnieje
- Turniej o Koronę Bolesława Chrobrego – Pierwszego Króla Polski w Gnieźnie
  - 2008 - 14. miejsce - 3 pkt → wyniki